# Louis-François Lemonnier
Louis-François Lemonnier, parfois nommé Le Monnier ou simplement Monnier, est un relieur français, d'année de naissance inconnue et mort en 1776.
Il est le représentant le plus célèbre de la famille de relieurs Lemonnier, installée rue Saint-Jean-de-Beauvais à Paris entre 1757 et 1776, et spécialisée dans la création de reliures mosaïquées.
Les Lemonnier signent parfois leurs reliures par « monnier fecit », sur l'un ou l'autre des deux plats de la reliure, en tête et en queue.